# Kraljeva palača Cagliari
Kraljeva palača Cagliari (litalijansko Palazzo Regio), znana tudi kot Viceregio (podkraljeva palača), je zgodovinska stavba v Cagliariju, starodavna rezidenca predstavnika sardinskega kralja v času Aragoncev, Španske in savojske prevlade in zdaj sedež metropolitanskega mesta Cagliari. Stoji v zgodovinskem okrožju Castello.

## Zgodovina
Stavba je bila prvotno zgrajena v 14. stoletju in je postala sedež podkralja od leta 1337 po ukazu Petra IV. Aragonskega. Skozi stoletja je stavba doživela več predelav in razširitev. Posebej pomembne so bile obnove iz 18. stoletja; leta 1730 so v rokah piemontskih inženirjev de Guiberta in de Vincentija zgradili veliko stopnišče, ki je vodilo v glavno nadstropje, katerega prostore je leta 1735 obnovil della Vallea. Zahodno pročelje z glavnim portalom v liniji s stopniščem je bilo urejeno do leta 1769, o čemer priča napis na okenskih okvirnih vratih, ki se odpirajo na osrednji balkon.
Med letoma 1799 in 1815 je bila palača uradna rezidenca kraljeve družine in dvora v izgnanstvu iz Torina, ki ga je zasedel Napoleon.
Leta 1885 je palača prešla v last Dežele, ki je ustanovila svoje predstavništvo in skrbela za obnovo notranjščine, da bi se prilagodila novi funkciji. Leta 1893 so začeli krasiti dvorano Sveta; Peružan Domenico Bruschi za freske in dell'Angeletti za štukature. Delo je bilo končano leta 1896.

## Galerija
- Notranjost
- Freske
- Stopnišče
- Vzhodna fasada